# Hieracium cantalicum
Hieracium cantalicum es una especie de planta con flor del género Hieracium, de la familia Asteraceae, orden Asterales.

## Distribución
Hieracium cantalicum se distribuye por Francia, Italia y España.

## Taxonomía
Fue descrita científicamente por (Arv.-Touv.) Lamotte. Fue publicada en Mém. Acad. Sci. Cl.-Ferrand 21: 168.